# Ставки (Брестская область)
Ставки (бел. Стаўкі) — деревня в Берёзовском районе Брестской области Белоруссии. Входит в состав Междулесского сельсовета.

## География
Деревня находится в центральной части Брестской области, при автодороге Н-98, на расстоянии приблизительно 18 километров (по прямой) к юго-юго-востоку от города Берёза, административного центра района. Абсолютная высота — 148 метров над уровнем моря. Площадь населённого пункта — 0,561 км².

## История
По состоянию на 1905 год, в Ставках проживало 400 человек. В административном отношении деревня входила в состав Черняковской волости Пружанского уезда Гродненской губернии.
Согласно Рижскому мирному договору (1921), деревня вошла в состав межвоенной Польши. Входила в состав гмины Чернякув Пружанского повета Полесского воеводства Польши. В 1921 году числилось 313 жителей, проживавших в 78 домах. В этническом составе населения того периода белорусы составляли 94 % и евреи — 6 %. В конфессиональном составе населения преобладали православные христиане (93 %).
С 1939 года в БССР.

## Население
По данным переписи 2019 года, в деревне проживало 44 человека.
| Год  | Население, человек |
| ---- | ------------------ |
| 1905 | 400                |
| 1921 | ↘ 313              |
| 2009 | ↘ 61               |
| 2019 | ↘ 44               |